# 慶瑞寺
慶瑞寺（けいずいじ）は大阪府高槻市にある黄檗宗の仏教寺院。山号は祥雲山。本尊は観世音菩薩。

## 歴史
寺伝によれば、持統天皇8年（694年）に、僧道昭が創建したという。当初は法相宗に属して、景瑞寺と呼ばれていたと伝えられている。
江戸時代初期には荒廃し、寺ではなく景瑞庵と呼ばれるまでになっていたが、寛文元年（1661年）頃、隠元隆琦の弟子であり、黄檗宗大本山である萬福寺創建に尽力したことでも知られる普門寺の僧、龍渓性潜が入山して寺号を慶瑞寺と改め再興した。
江戸時代には、寛政10年（1799年）に発行された『摂津名所図会』で、萬福寺の末寺として栄えた慶瑞寺が観光名所として紹介されている。

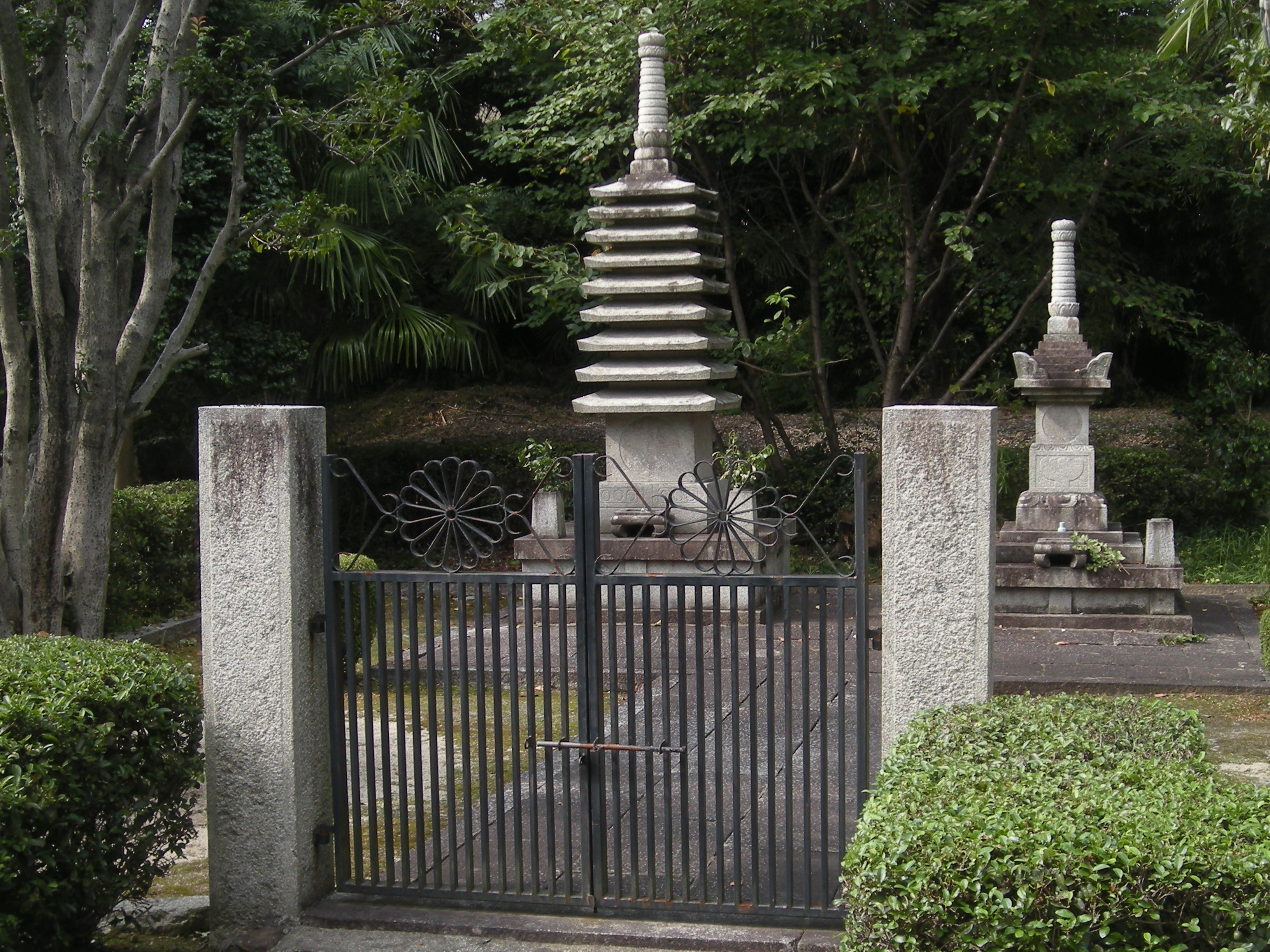
聖歯塔

後水尾法皇は、自筆の勅書を与えるなど龍溪への信頼が特に厚かった。また法皇は龍溪の指導により禅悟の域に達し、大宗正統禅師の号を賜った。その龍渓の晩年の居所でもあるこの地には、後水尾法皇の歯や仏舎利を納めた聖歯塔が建っている。

## 文化財
重要文化財
- 木造菩薩坐像（1989年6月12日、国の重要文化財に指定。）

像高57.4cm。作風から8 - 9世紀の作と推定される。切れ長の眼と眉、細身の体躯など、特異な作風を示す。伝来は不明であるが、寛文5年（1665年）、後水尾法皇より念持仏の「香木観音」が慶瑞寺に寄進されたことが記録に見え、それが本像にあたるものと推定されている。この像は服制から菩薩であることはわかるが、本来、観音菩薩として造立されたものかどうかは不明のため、文化財指定名称は単に「菩薩」坐像となっている。

## 交通アクセス
- 阪急総持寺駅から東へ徒歩約15分。